# Шанхайска мекочерупчеста костенурка
Шанхайските мекочерупчести костенурки (Rafetus swinhoei) са вид едри влечуги от семейство Мекочерупчести костенурки (Trionychidae).
В миналото са разпространени в югоизточен Китай и северен Виетнам. Отделни екземпляри достигат до 106 сантиметра дължина на черупката и маса до 250 килограма. Днес видът е критично застрашен от изчезване, заради улова му за храна, като към края на 2020 година са известни само няколко живи екземпляра.